# Wegekreuz Auf dem Driesch

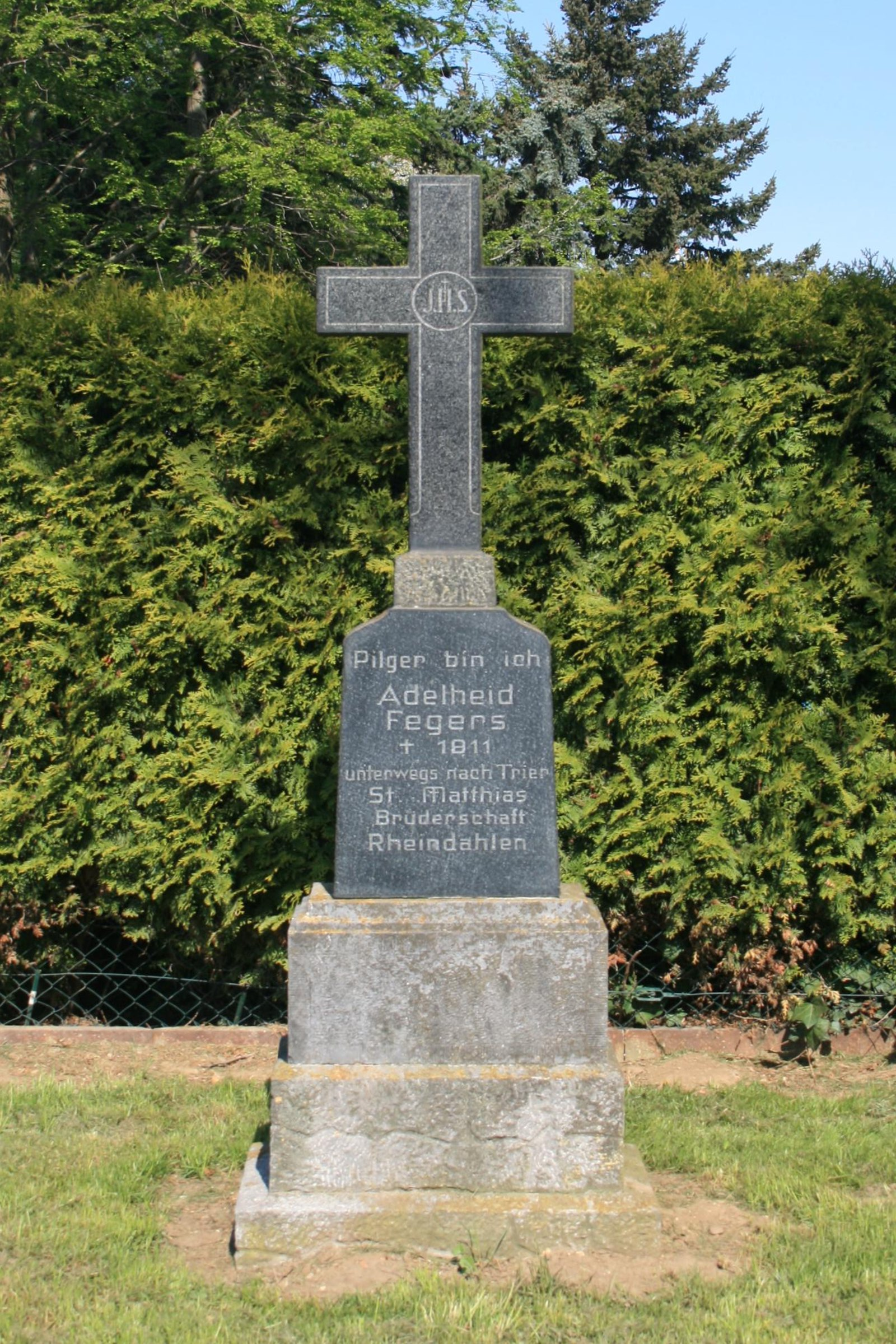

Das Wegekreuz Auf dem Driesch steht im Dürener Stadtteil Arnoldsweiler.
Das Flurkreuz wurde nach einer inschriftlichen Datierung im Jahre 1811 erbaut.
Das Kreuz ist aus schwarzem poliertem Marmor hergestellt und hat einen mehrfach gestuften Sockel. Nach einer Inschrift wurde das Kreuz in Erinnerung an Adelheid Fegers errichtet, die auf einer Pilgerreise nach Trier 1811 in Arnoldsweiler verstorben ist.
Das Bauwerk ist unter Nr. 13/009 in die Denkmalliste der Stadt Düren eingetragen.